# Peter Lehnert

Peter Lehnert (2014)

Peter Lehnert (* 30. Oktober 1962 in Darmstadt) ist ein deutscher Politiker (CDU). Er ist seit 1992 Mitglied und seit 2022 Vizepräsident des Schleswig-Holsteinischen Landtags. Von 2012 bis 2022 war er Bürgermeister der Gemeinde Bilsen.

## Leben und Beruf
Nach dem Abitur leistete Lehnert zunächst seinen Wehrdienst als Soldat auf Zeit bei der Bundeswehr ab und durchlief dort die Ausbildung zum Reserveoffizier. Anschließend absolvierte er eine Banklehre und war danach als Bankkaufmann bei der Dresdner Bank in Hamburg tätig.
Peter Lehnert ist verheiratet und hat drei Kinder. Er ist evangelischer Konfession.

## Politische Laufbahn
Lehnert trat schon als Schüler 1979 in die Junge Union und 1980 auch in die CDU ein. Von 1983 bis 1987 gehörte er dem Vorstand des CDU-Kreisverbandes Pinneberg an.

### Kommunalpolitik
Lehnert war 1981 Bürgerliches Mitglied des Umweltausschusses und von 1982 bis 1995 Mitglied des Rates der Stadt Pinneberg. Im Stadtparlament war er von 1986 bis 1990 Vorsitzender des Ausschusses für Jugend und Sport, von 1986 bis 1992 stellvertretender Vorsitzender der CDU-Fraktion und von 1992 bis 1995 Vorsitzender des Ausschusses für Schule und Kultur. Von 1990 bis 1992 war er Pinneberger Stadtrat. Seit 2003 ist er Gemeindevertreter der Gemeinde Bilsen, wo er Vorsitzender des Finanz- und Sozialausschusses war. Seit dem 22. November 2012 war er Bürgermeister und Vorsitzender der Gemeindevertretung in Bilsen; sein Amt legte er im Oktober 2022 nieder.

### Landespolitik
Lehnert ist seit der Landtagswahl 1992 Mitglied des Landtages von Schleswig-Holstein. Hier gehört er seit 2000 dem Vorstand der CDU-Landtagsfraktion an. Er ist Vorsitzender des Fraktionsarbeitskreises Bundes- und Europaangelegenheiten sowie stellvertretendes Mitglied im Innen- und Rechtsausschuss. Von 2000 bis 2005 war Mitglied des Fraktionsvorstandes und von 2007 bis 2009 stellvertretender Fraktionsvorsitzender.
Lehnert zog 1992 über die Landesliste und danach stets als direkt gewählter Abgeordneter des Wahlkreises Pinneberg-Nord in den Landtag ein. Bei der Landtagswahl 2005 erreichte er hier 48,2 % der Erststimmen.
Für die geplante Landtagswahl 2010 wurde Lehnert am 16. Februar 2009 als Direktkandidat nominiert. Bei der Wahlkreismitgliederversammlung beschlossen die 241 teilnehmenden CDU-Mitglieder mit einem Abstimmungsergebnis von 100 % die erneute Direktkandidatur. Bei der vorgezogenen Landtagswahl in Schleswig-Holstein 2009 wurde Lehnert mit 42,7 % der Erststimmen gewählt. Die Landtagswahl am 6. Mai 2012 führte zu einem Stimmenanteil von 44,3 Prozent. Damit errang er erneut das Direktmandat im Wahlkreis Pinneberg-Nord.
Bei der Landtagswahl 2017 zog Peter Lehnert mit 42,6 Prozent der Erststimmen als direkt gewählter Abgeordneter des Wahlkreises Pinneberg-Nord für die 19. Wahlperiode erneut in den Landtag ein. Er fungierte in der 19. Wahlperiode als stellvertretender Fraktionsvorsitzender, stellvertretender Vorsitzender des Europaausschusses sowie Mitglied im ersten Parlamentarischer Untersuchungsausschuss und als Vorsitzender des Fraktionsarbeitskreises für die Zusammenarbeit der Länder Schleswig-Holstein und Hamburg. Lehnert wirkte zudem als minderheiten- und wohnungsbaupolitischer Sprecher der CDU-Fraktion.
Bei der Landtagswahl 2022 zog er mit 44,6 Prozent der Erststimmen erneut als direkt gewählter Abgeordneter des Wahlkreises Pinneberg-Nord in den Landtag ein. 2022 wurde er zum Vizepräsidenten des Landtags gewählt.

## Sonstiges
Lehnert ist Mitglied im Deutschen Roten Kreuz, im Tierschutzverein und im Weißen Ring. Außerdem ist er Mitglied des Kuratoriums der Landesstiftung für den Opferschutz Schleswig-Holstein. Von 2010 bis 2012 war Lehnert Beauftragter der Landesregierung für Integrationsfragen.